# RMS Segwun
RMS Segwun är Nordamerikas äldsta koleldade ångfartyg som fortfarande är i drift. Hon byggdes 1887 som hjulångaren SS Nipissing för trafik på Muskoka Lakes i  Ontario i Kanada och byggdes om till ångare 1925. RMS Segwun är ett av tre fartyg som  har status som Royal Mail Ship.

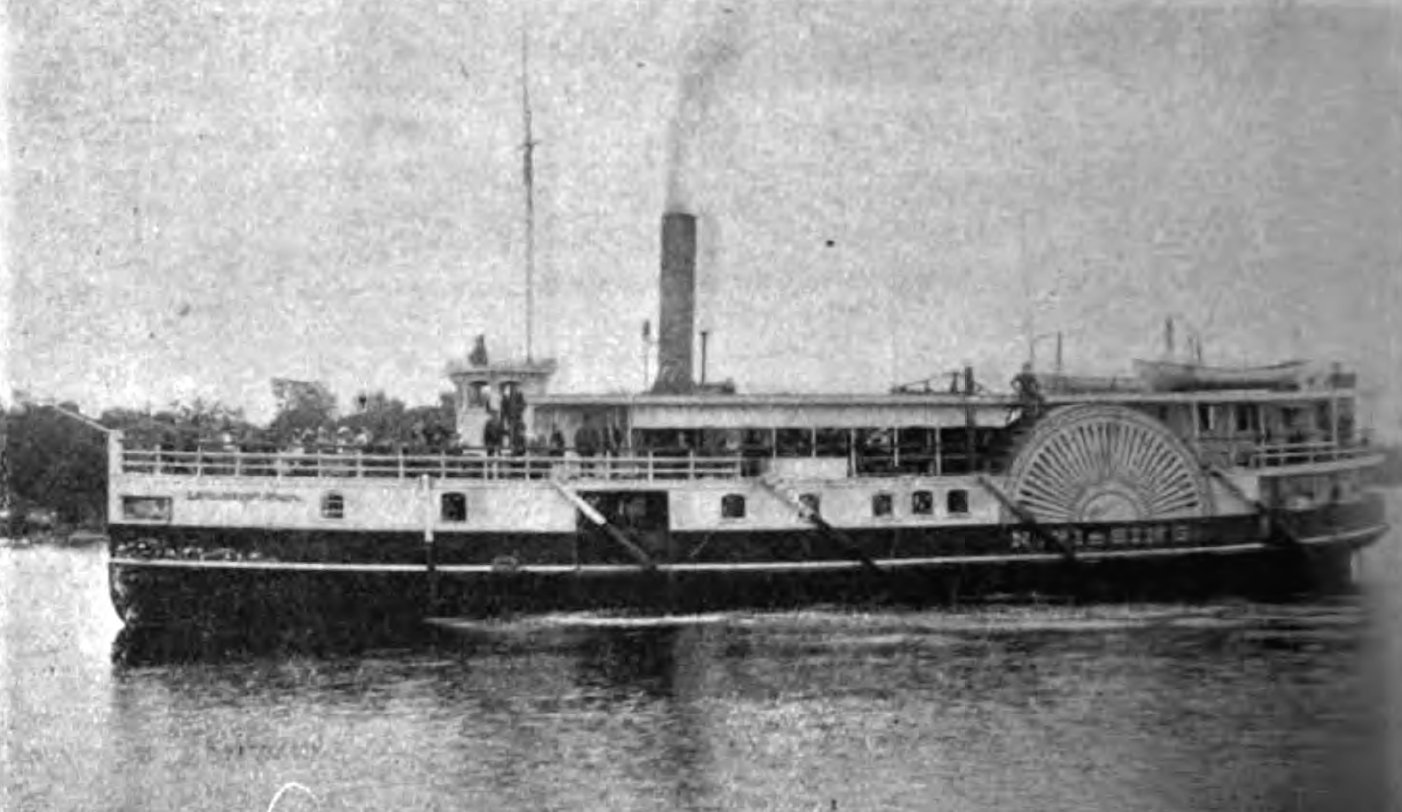
Hjulångaren SS Nipissing, 1893.

## Historia

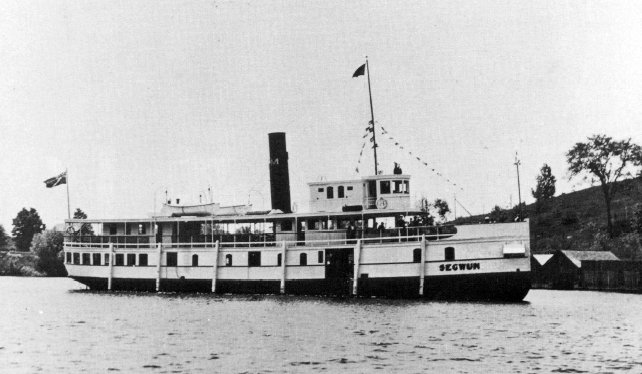
RMS Segwun på jungfruresan till Bracebridge 9 juli 1925.

Turismen runt Muskoka Lakes ökade kraftigt på 1920-talet och rederiet Muskoka Lakes Navigation Company beslöt att utöka sin flotta på sex ångfartyg. Istället för att bygga ett nytt fartyg valde man att bygga om den upplagda hjulångaren SS Nipissing till ett ångfartyg med dubbla propellrar. Den gamla hjulångarens smidesjärnsskrov byggdes år 1887 av delar som tillverkats i England och hon trafikerade sjöarna till 1915. Ombyggnaden till ångfartyg skedde vid bolagets varv i
Gravenhurst under vintern 1924–1925. När hon togs i drift sommaren 1925 hade hon bytt namn till Segwun, som betyder vår på Ojibwastammens språk.
År 1950 ändrades Segwuns tillstånd att transportera passagerare från  243 till 100. Rederiet gick konkurs 1958 och fartyget lades upp i Gravenhurst.
Hon har renoverats flera gånger, senast 1972-1981, och sattes i drift igen 27 juni 1981. På hennes kommandobrygga finns en snidad fågel Fenix som är en kopia av den som ursprungligen fanns på SS Nipissing och beteckningen R.M.S. härrör från tjänsten som postfartyg för Canada Post.